# Unlock!
Unlock! ist ein App-unterstütztes und kooperatives von Escape-Rooms inspiriertes Kartenspiel für zwei bis sechs Personen, bei dem die Spieler in jedem Szenario ein eigenständiges Rätsel lösen können.
Das Spiel wurde von dem Studio Space Cowboys unter Leitung von Cyril Demaegd erfunden und wird von Asmodee vertrieben.
Jede Ausgabe von Unlock! beinhaltet 3 voneinander unabhängige Szenarien mit unterschiedlichen Schwierigkeitsgraden (leicht, mittel und schwer). Teilweise tauchen einige Charaktere wiederholt in Szenarien auf. Jede Box beinhaltet zudem ein kurzes (gleichbleibendes) Tutorial (10 Karten) um sich mit dem Spielprinzip vertraut zu machen. Die Szenarien sind üblicherweise 60 Minuten lang, einige Szenarien sind aber auch auf 90 Minuten angesetzt. Auch nach Ablauf der Zeit in der App kann das Spiel fortgesetzt werden. Auf der Webseite von Asmodee werden ausführliche Lösungen zu allen Szenarien angeboten.
Die meisten Szenarien sind inzwischen auch im Einzelboxformat erhältlich.

## Spielprinzip
Den Spielern stehen pro Szenario normalerweise 60 Karten sowie ein zugehöriges In-App-Szenario (u. a. mit atmosphärischer Musik) zur Verfügung, in dem auch die Spielzeit kontinuierlich herunterläuft. Je nach Szenario stehen zusätzliche Materialien oder ggf. weitere Karten zur Verfügung.
Zu Beginn des Spiels wird eine Karte mit einer Einführungsgeschichte vorgelesen auf deren Rückseite sich der „Startraum“ befindet. Verschiedenen Gegenständen auf dieser Raumabbildung sind verschiedene Nummern von neuen aufzudeckenden Karten offensichtlich und teilweise auch versteckt zugeordnet (verborgene Objekte).

Es gibt verschiedene Kartentypen:
- Objekte (wobei rote und blaue Puzzleteile unterschieden werden),
- Codes (gelb),
- Maschinen (grün) sowie
- graue Karten (bspw. Orte, Strafen, Modifikationen oder sonstige Hinweise).

Neue aufzudeckende Karten können nun durch Kombination von Objekten (rote und blaue Karten) durch simple Addition der Kartenwerte ermittelt werden oder aber durch Nutzung der Maschinen oder Eingaben von Codes innerhalb der App. Für falsch eingegebene Zahlen in der App gibt es Strafminuten. Zusätzlich wird man durch fehlerhaft aufgedeckte Karten aufgefordert einen Strafknopf in der App zu drücken.
Sobald Karten abgelegt werden müssen, ist dieses im oberen Bereich neu aufgedeckter Karten vermerkt.
Innerhalb der App können Hinweise zu einzelnen Karten durch Eingabe der Kartennummer abgefragt werden. Zusätzlich gibt die App ohne Aufforderung Hinweise, wenn der Spielfortschritt stagniert.
Nach Abschluss des Abenteuers erhält man innerhalb der App eine Bewertung, wie erfolgreich das Szenario absolviert wurde.

## Editionen

### Unlock! Escape Adventures (Unlock! 1)
Die erste Ausgabe von Unlock! erschien in Frankreich im Februar 2017, in Deutschland im März 2017. Sie beinhaltet 3 Szenarien von 60 min in drei völlig verschiedenen Welten:
- Die Formel (Escape-Room-Stil): Die Spieler suchen in einem geheimen New Yorker Labor aus den 1960er Jahren nach Dr. Hoffmans geheimer Formel, während sie versuchen zu fliehen. (Autor: Cyril Demaegd, Illustrator: Pierre Santamaria)
- In der Mausefalle (Point&Click-Adventure-Stil): Die Spieler haben die Mission, die Explosion der Erde zu verhindern, indem sie die Fallen vom berüchtigten Professor Noside besiegen. (Autor: Alice Carroll, Illustrator: Legruth)
- Die Insel des Doctor Goorse (für erfahrene Spieler): Nach einem Unfall befinden sich die Spieler isoliert auf der Insel eines milliardenschweren Antiquitätensammlers. Sie müssen einen Weg finden sie zu verlassen.(Autor: Thomas Cauët, Illustrator: Florian de Gesincourt)

### Unlock! Mystery Adventures (Unlock! 2)
Die zweite Ausgabe von Unlock! erschien in Frankreich im Juli 2017, in Deutschland im Dezember 2017. Sie beinhaltet ebenfalls 3 Szenarien.
- Das Haus auf dem Hügel (leicht): Die Spieler befinden sich in einem heruntergekommenen Herrenhaus. Ihr Ziel ist es, den Fluch, der auf dem Haus liegt zu brechen. (Autor: Fabrice Mazza, Illustrator: Pierre Santamaria)
- Das Wrack der Nautilus (mittel): Während eines Tauchgangs werden die Spieler von einem schrecklichen Seemonster angegriffen. In Panik haben sie keine andere Wahl, als sich in eine alte Luke zu flüchten. Aber die Sauerstoffreserven sind nicht endlos. Sie müssen schnell einen Weg finden, um an die Oberfläche zu kommen. (Autor: Arnaud Ladagnous, Illustrator: Florian de Gesincourt)
- Der Schatz auf Tonipal Island (schwer): Die Spieler sind Schatzsucher auf der Suche nach Captain Smiths Beute. Sie begeben sich nach Tonipal Island, wo die Beute versteckt sein soll und stehen im Zeitwettkampf mit anderen Schatzjägern. (Autor: Billy Stevenson & Sébastien Pauchon, Illustrator: Sergo)

### Unlock! Secret Adventures (Unlock! 3)
Die dritte Ausgabe von Unlock! erschien in Frankreich im Dezember 2017, in Deutschland im April 2018. Sie bietet ebenfalls 3 Szenarien:
- Eine Noside-Story (leicht): In diesem Abenteuer werden die Spieler mit einem alten Bekannten, Professor Noside, konfrontiert. Letzterer hat einen neuen boshaften Plan, um der Region Schaden zuzufügen. Ziel des Abenteuers ist es ihn rechtzeitig zu stoppen. (Autor: Vincent Goyat, Illustrator: Legruth)
- Tombstone Express (mittel): In diesem Abenteuer befinden sich die Spieler im Wilden Westen und sind auf der Suche nach einer wertvollen Fracht im Tombstone Express. (Autor: Arch Stanton, Illustrator: Arnaud Demaegd)
- Die Abenteurer von Oz (schwer): Dieses Abenteuer entführt die Spieler in das Land Oz, eine mythische Kulisse der amerikanischen Literatur. Sie müssen sich der gefürchteten Hexe des Westens stellen und nach Kansas zurückkehren, bevor die Zeit abläuft. (Autor: Thomas Cauët, Illustrator: Mahulda Jelly)

### Unlock! Exotic Adventures (Unlock! 4)
Die vierte Ausgabe von Unlock! erschien in Frankreich im August 2018, in Deutschland im Januar 2019. Sie bietet ebenfalls 3 Szenarien:
- Die Nacht voller Schrecken (leicht): In diesem Abenteuer musst du Guillaume helfen seine schrecklichen Alpträume zu vertreiben und ihm so ruhigere Nächte zu ermöglichen. (Autor: Winzenschtark, Illustrator: Amélie Guinet)
- Scheherazades letzte Geschichte (mittel): In diesem Rätsel mit orientalischen Flair helfen die Spieler Scheherazade: Die Geschichtenerzählerin von Tausendundeiner Nacht wurde vom Sultan zum Tode verurteilt. (Autor: Vincent Goyat, Illustrator: Florian de Gésincourt)
- Expedition: Challenger (schwer): Der berühmte Professor Challenger wird vermisst. Um sein Verschwinden aufzuklären, erkunden die Spieler ein von Dinosauriern bevölkertes Tal, in dem die letzte Expedition des Wissenschaftlers und seines Teams stattfand. (Autor: Al Hadîn, Illustrator: Martin Mottet)

### Unlock! Heroic Adventures (Unlock! 5)
Die fünfte Ausgabe erschien in Frankreich im November 2018, in Deutschland im Mai 2019. Sie bietet ebenfalls 3 Szenarien:
- Insert Coin (leicht): Die Spieler befinden sich in einem virtuellen Abenteuer, bei dem sie alle Level nacheinander bestehen müssen, um zu entkommen. (Autor: Mathieu Casnin, Illustrator: Laurent Bazart)
- Sherlock Holmes – Der scharlachrote Faden (mittel): Im Zentrum einer seltsamen polizeilichen Untersuchung fordert der bekannteste Detektiv der englischen Literatur die Dienste der Spieler, um diese festgefahrene Situation aufzuklären. (Autor: Dave Neale, Illustrator: Arnaud Demaegd)
- Hinunter in den Kaninchenbau (schwer): Die Spieler tauchen ein in die Welt von Alice im Wunderland und versuchen ihr zu helfen zu entkommen. (Autor: Thomas Cauët & Vincent Goyat, Illustrator: Mahulda Jelly)

### Unlock! Timeless Adventures (Unlock! 6)
Die sechste Ausgabe wurde in Frankreich am 14. Juni 2019 veröffentlicht, in Deutschland erschien sie im November 2019. Sie bietet 3 Szenarien:
- Die Noside Show (leicht): Der Zirkus „Diosen“ kommt in ihre Stadt. Der bekannte Professor Noside plant einen Sabatogeakt, den die Spieler verhindern müssen. (Autor: Yohan Servais, Illustrator: Legruth)
- Arsène Lupin und der große weiße Diamant (mittel): Die Spieler begeben sich auf eine Schatzsuche im Paris zur Zeit der Weltausstellung. (Autor: Aristide Bruyant, Illustrator: Pierre Santamaria)
- Verloren im Zeitstrudel! (schwer): Die Zeitmaschine von Professor Alcibiades Tempus ist wild geworden. Die Spieler müssen ihn finden, bevor er das Raum-Zeit-Kontinuum durchbricht. (Autor: Guillaume Montiage, Illustrator: Cyrille Bertin)

### Unlock! Epic Adventures (Unlock! 7)
Die siebte Ausgabe erschien am 22. November 2019 in Frankreich und im April 2020 in Deutschland. Sie bietet 3 Szenarien:
- Die siebte Vorstellung (leicht): Die Spieler besuchen die Premiere des Horrorfilms „Die letzte Nacht des Werwolfs“ und müssen versuchen unversehrt herauszukommen (Autor: Mathieu Casnin, Illustrator: Neriac)
- Die sieben Prüfungen des Drachen (mittel): Der Tempel der Goldenen Drachen heißt alle sieben Jahre neue Schüler willkommen. Die Spieler schauen, ob sie der Lehre von Meister Li würdig sind. (Autor: Luna Marie, Illustrator: Mahulda Jelly)
- Mission #07 (schwer): Die Geheimorganisation Eagle wurde infiltriert. Die Spieler müssen den Maulwurf identifizieren. (Autoren: Guilaine Didier, Gabriel Durnerin, Théo Rivière, Illustrator: Cyrille Bertin)

### Unlock! Mythic Adventures (Unlock! 8)
Die achte reguläre Ausgabe wurde in Frankreich im November 2020, in Deutschland im April 2021 veröffentlicht. Es werden 3 Szenarien rund um die Mythologie angeboten:
- In 80 Minuten um die Welt
- In den Fängen des Hades
- Professor Nosides TIER-O-MAT

### Unlock! Star Wars
Diese Ausgabe außer der Reihe wurde am 28. August 2020 in Frankreich, in Deutschland im November 2020 veröffentlicht. Es handelt sich um 3 Star-Wars-lizenzierte Szenarien:
- Flucht von Hoth
- Eine unerwartete Verzögerung
- Geheime Mission nach Jedha

Szenarien und Entwicklung: SPACE Cowboys mit Unterstützung von: Jay Little; Künstlerischer Leiter: Zoë Robinson; Grafikdesign: Mercedes Opheim, Ariel Brooks
Diese Ausgabe benötigt eine eigenständige App.

### Unlock! Legendary Adventures (Unlock! 9)
Die neunte reguläre Ausgabe wurde in Frankreich im Juli 2021 veröffentlicht. In der Box sind folgende drei Abenteuer enthalten:
- Action Story: Die Spieler müssen die Diebin Stella aufhalten, die den wertvollsten Edelstein der Welt gestohlen hat.
- Robin Hood – Tot oder lebendig: Der Sheriff von Nottingham hat Robin in eine Falle gelockt und gefangen genommen. Die Spieler müssen nun seine Gefährten versammeln und ihn aus dem Kerker befreien.
- Sherlock Holmes – Der Fall der Feuerengel: Der berühmteste Detektiv aller Zeiten benötigt die Hilfe der Spieler, um eine merkwürdige Mordserie aufzuklären.

### Unlock! Kids: Detektivgeschichten
Diese Ausgabe außer der Reihe wurde im September 2021 in Frankreich, im Februar 2022 in Deutschland veröffentlicht. Unlock! Kids ist eine kindgerechte Version, die drei Spielwelten mit jeweils zwei Abenteuer enthält. Die einzelnen Abenteuer werden ohne Zeitlimit gespielt. Es gibt folgende drei Spielwelten:
- Auf dem Bauernhof (leicht): Die Spieler ermitteln zwischen Hühnern und Kühen, um den Frieden wiederherzustellen.
- Die Burg von Mac Unlock (mittel): Die Reise führt die Spieler nach Schottland, wo Burgen, Geister und Schätze entdeckt werden.
- Chaos im Park (schwer): Die Spieler treffen auf die verrückten Bewohner eines Vergnügungsparks.

Zum Spielen von Unlock! Kids wird keine App benötigt.

### Unlock! Game Adventures (Unlock! 10)
Die zehnte reguläre Ausgabe wurde im Oktober 2022 in Deutschland veröffentlicht. In der Box sind drei Abenteuer zu drei beliebten Brettspielen enthalten.
- Zug um Zug: Hier geht es auf eine Reise mit dem Zug durch die Vereinigten Staaten.
- Mysterium: Im zweiten Abenteuer geht es um eine düstere Mordermittlung voller Visionen im Warwick-Herrenhaus aus dem gleichnamigen Brettspiel.
- Pandemic: Die Zukunft der Menschheit muss gesichert werden, als eine Pandemie die Welt bedroht.

### Unlock! Kids: Geschichten aus der Vergangenheit
Im April 2023 erschien ein zweiter Teil der Kids!-Variante der Reihe mit folgenden 3 Abenteuern:
- Streifzug durch die Steinzeit
- Die Geheimnisse von Pharaonin Hatschepsut
- Auf nach Gold Town

### Unlock! Extraordinary Adventures (Unlock! 11)
Die Box erschien im August 2023 und enthält drei Abenteuer in außergewöhnlichen Welten.
- Restart: Das Abenteuer spielt in einem Videospiel aus den 90ern.
- Geheimakte Hollywood: Die Spieler ermitteln in einer Entführung im Hollywood der 50er Jahre
- W.U.F.F.: Odyssee im Bellraum: Dieses Abenteuer führt die Spieler auf die Spuren von fremdartigem Leben auf einem anderen Planeten.

### Short Adventures
Seit 2023 werden zusätzlich sogenannte Short Adventures mit einer Spielzeit von ca. 30 Minuten in verschiedenen Schwierigkeitsstufen veröffentlicht:
- Geheime Familienrezepte (leicht)
- Das Verlies von Doo-Arann (leicht)
- Der Engelsflug (mittel)
- Die Mumie erwacht (mittel)
- Die Suche nach Cabrakan (mittel)
- Der Schatz des Oktopus (schwer)

- Mord in Birmingham (mittel)
- Schrödingers Katze (mittel)
- Die Rote Maske (schwer)
- Im Kopf von Sherlock Holmes (mittel)
- Der Gesang der Gischt (mittel)

### Unlock! Supernatural Adventures (Unlock! 12)
Im Juli 2024 erschien die 12. Sammelbox der regulären Unlock!-Reihe in Deutschland.
- Nova City in Gefahr: Das Team von Superhelden bekämpft das Verbrechen und die Ungerechtigkeit in Nova City.
- Día de los Muertos: Am Día de los Muertos treffen die Welten der Lebenden und Toten aufeinander. An diesem Tag, der einmal im Jahr stattfindet, müssen die Spieler den verlorenen Talisman der Familie suchen.
- Ragnarök: In der Rolle von Leif, einem stolzen Krieger der Wikinger, sticht der Spieler in See und entdeckt neue Länder, um Ruhm und Ehre zu erlangen.

### Unlock! Kids: Sagenhafte Geschichten
Im September 2024 erschien ein dritter Teil der Kids!-Variante der Reihe mit folgenden 3 Abenteuern:
- Im Herzen Afrikas
- Die Geheimnisse von Chichén Itzá
- Olympische Spurensuche

## Demo- und Promotion-Szenarien
Mit der App und PDFs über die Homepage des Herstellers können die folgenden Demo-Szenarien gespielt werden:
- 5th Avenue (einfach)
- Die Elite (mittel)
- Der Tempel des Ra (schwer)

Es existiert außerdem das Promoszenario "Auf den Spuren der Eisernen Maske" das der Hersteller auf Messen verteilt.

## Rezeption
Das Spiel wurde in zahlreichen Medien überwiegend positiv bewertet. Bei BoardGameGeek wurde es von Spielern mit durchschnittlich 7,5 von 10 Punkten bewertet. Im Februar 2017 wurde die erste Ausgabe mit dem As d’Or für das beste Spiel des Jahres 2017 (Jeu de l’Année) sowie dem ebenfalls französischen Tric Trac de Bronze ausgezeichnet. Zudem wurde das Spiel für den Swiss Gamers Award, den dänischen Goldbrikken sowie den italienischen Gioco dell'Anno 2017 nominiert und für den spanischen Juego del Año empfohlen.
Unlock! Kids Detektivgeschichten wurde 2023 mit dem Kinderspiel des Jahres Sonderpreis ausgezeichnet.
Unlock! Game Adventures wurde 2023 mit dem Kennerspiel des Jahres Sonderpreis ausgezeichnet.